# Ósculo santo
O ósculo santo (em latim: osculum pacis), chamado também de beijo da paz, foi uma forma de saudação usada por Jesus Cristo  e seus discípulos, pela ação de beijar a face mutuamente, não somente em regiões onde esse era um costume habitual, mas também entre os cristãos de Roma.

## Descrição
Embora algumas denominações ensinem que ósculo santo era um toque terno e rápido dos lábios cerrados, praticado entre o sexo oposto na fé em Cristo, pelo que se observa atualmente entre a população do Oriente, o ósculo santo consistia em um beijo na face.

## Citações Bíblicas
O apóstolo Paulo não descreveu os detalhes desta saudação, de modo que desse a entender o modo como era procedida com exatidão. Se somente entre pessoas do mesmo sexo ou não. Se na face ou toque de lábios. Ele, entretanto, recomendou aos fiéis da cidade de Corinto, Roma e aos de Tessalônica que saudassem uns aos outros com ósculo santo. O apóstolo Pedro também recomenda a prática em sua epístola aos estrangeiros dispersos no Ponto, Galácia, Capadócia, Ásia e Bitínia (segundo I Pedro) conforme podemos notar nos seguintes trechos bíblicos:
- «(...) Saudai-vos uns aos outros com ósculo santo.» (I Coríntios 16:20)
- «Saudai-vos uns aos outros com ósculo santo.» (II Coríntios 13:12)
- «Saudai a todos os irmãos com ósculo santo.» (I Tessalonicenses 5:26)
- «Não me deste ósculo, mas esta (mulher pecadora), desde que entrou, não tem cessado de me beijar os pés.» (Lucas 7:45)
- «Saudai-vos uns aos outros com ósculo de amor. Paz seja com todos vós que estais em Cristo.» (I Pedro 5:14)
- «Saudai-vos uns aos outros com santo ósculo. As igrejas de Cristo vos saúdam.» (Romanos 16:16)